# Spătăreasa
Spătăreasa – wieś w Rumunii, w okręgu Vrancea, w gminie Ciorăști. W 2011 roku liczyła 224
mieszkańców.